# Dendrocalamus asper
Dendrocalamus asper är en gräsart som först beskrevs av Schult., och fick sitt nu gällande namn av Cornelis Andries Backer. Dendrocalamus asper ingår i släktet Dendrocalamus och familjen gräs. Inga underarter finns listade i Catalogue of Life.

## Bildgalleri

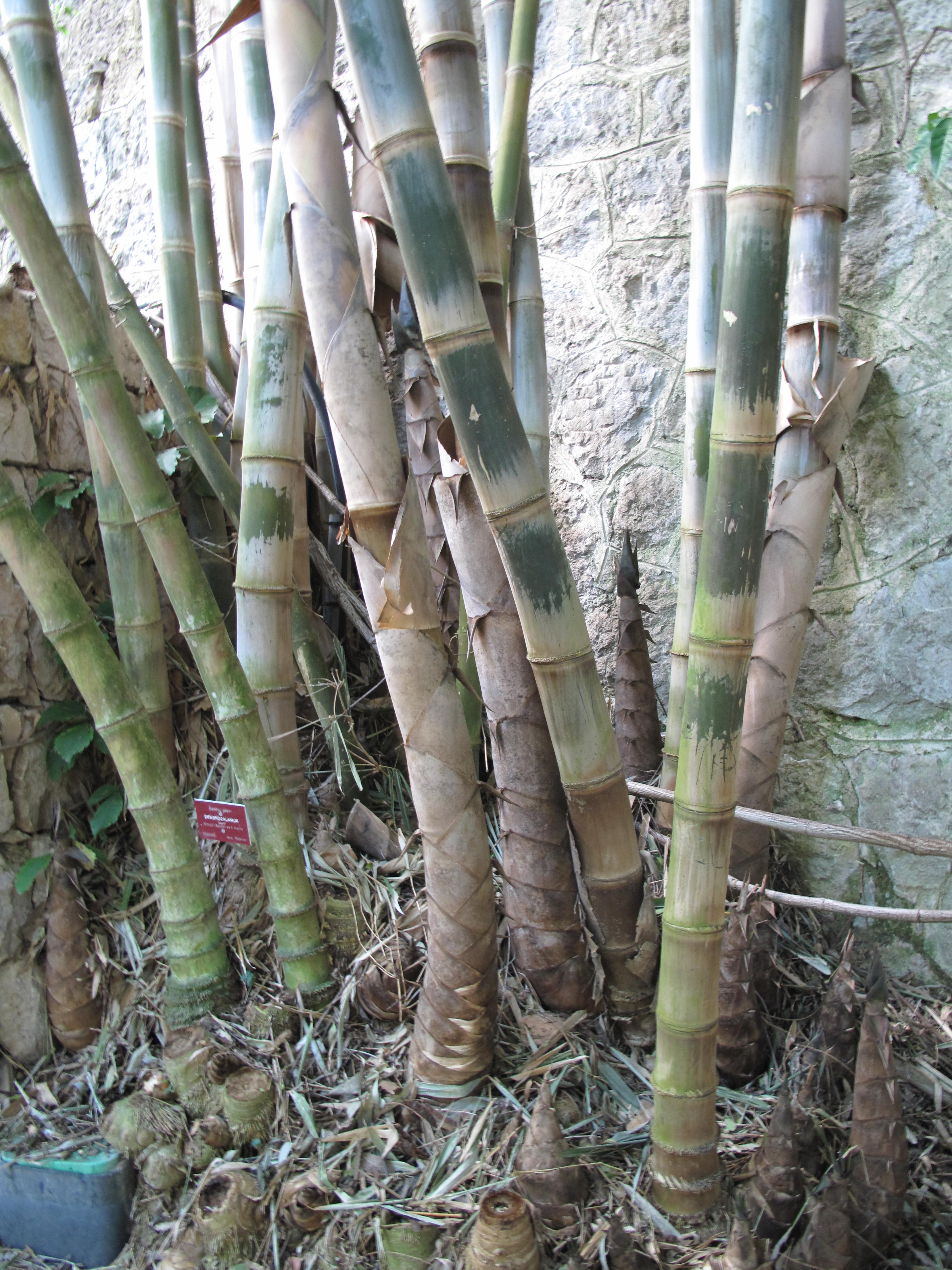
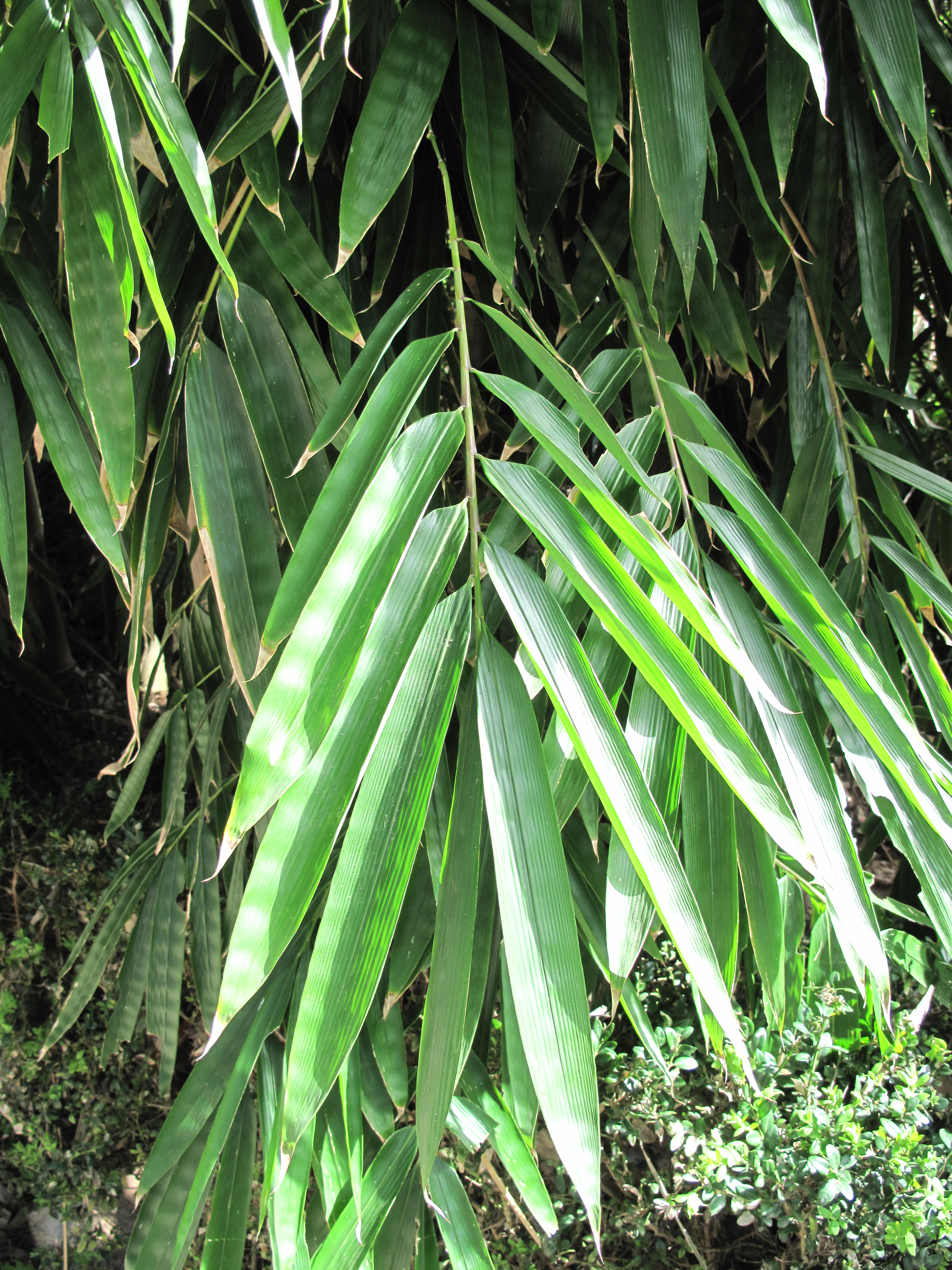
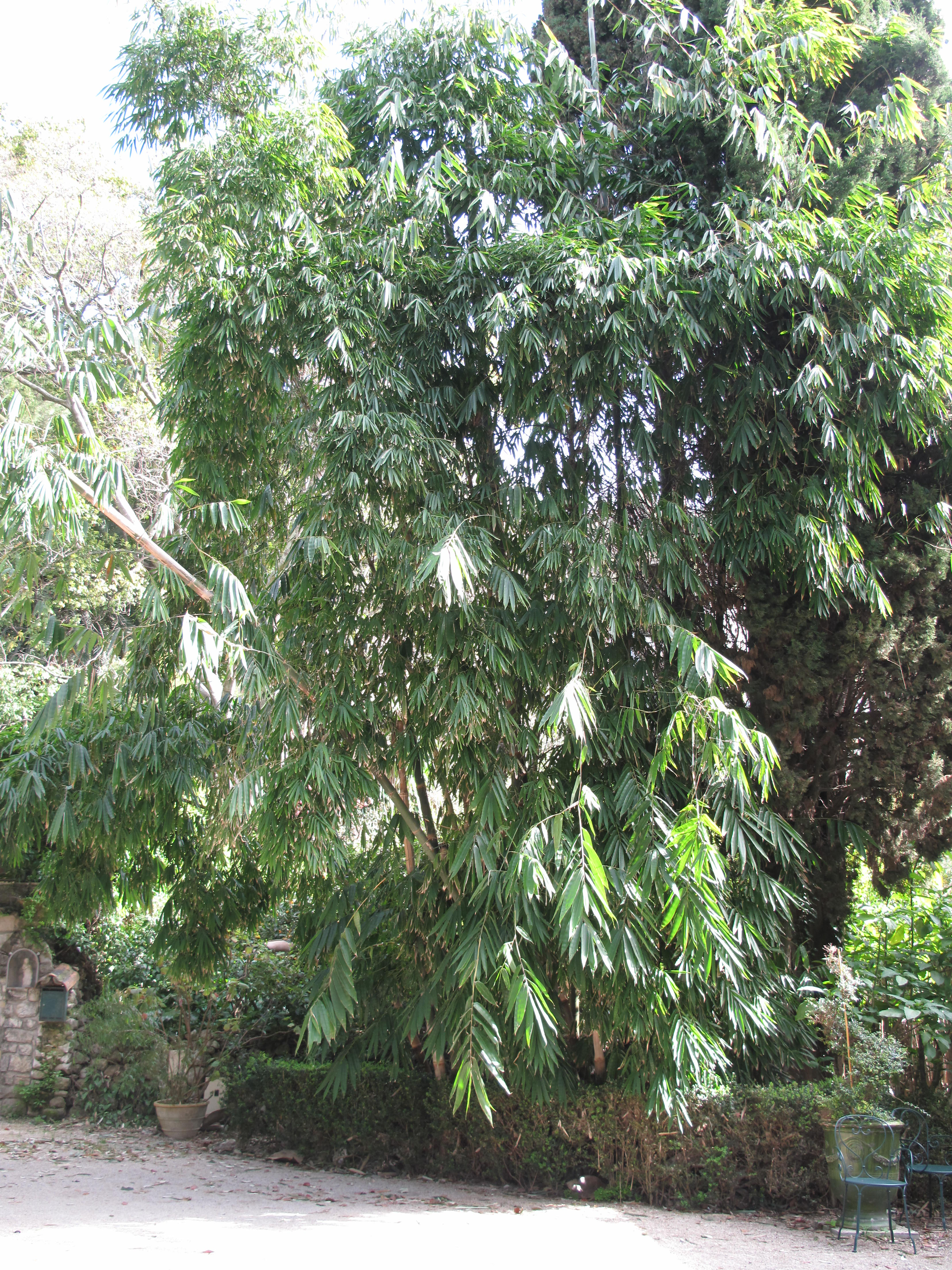